# Pensos (Esgos)
Pensos (llamada oficialmente San Pedro dos Pensos) es una parroquia y un lugar del municipio español de Esgos, en la provincia de Orense, Galicia.

## Toponimia
La parroquia también es conocida por el nombre de San Pedro de Pensos.

## Organización territorial
La parroquia está formada por cinco entidades de población:
- A Casanova
- Fondodevila
- Os Pensos
- Pardeconde
- Xaravedra

## Demografía

### Parroquia
| Gráfica de evolución demográfica de Pensos (parroquia) entre 2000 y 2022 |
|                                                                          |
| Datos según el nomenclátor publicado por el INE.                         |

### Lugar
| Gráfica de evolución demográfica de Os Pensos (lugar) entre 2000 y 2022 |
|                                                                         |
| Datos según el nomenclátor publicado por el INE.                        |